# Elezioni del Soviet Supremo della RSS Ucraina del 1990
Le elezioni del Soviet Supremo della RSS Ucraina del 1990 si tennero dal 4 al 30 marzo per determinare la composizione della XII legislatura del massimo organismo della Repubblica Socialista Sovietica Ucraina.
L'assemblea il 24 agosto 1991 proclamò l'indipendenza dell'Ucraina dall'Unione Sovietica e in seguito la legislatura corrente venne riconosciuta come la prima del nuovo Parlamento ucraino, che mantenne la precedente denominazione di Verchovna Rada, cioè Consiglio (Soviet) Supremo.

## Normative e campagna elettorale
A seguito delle riforme del sistema politico attuate nell'ambito della perestrojka dalla dirigenza sovietica guidata dal segretario generale del PCUS Michail Gorbačëv, il Soviet Supremo della RSS Ucraina approvò la nuova legge elettorale il 27 ottobre 1989. La norma prevedeva elezioni dirette e alternative ed escludeva la selezione dei candidati da parte di organizzazioni sociali e riunioni territoriali pre-elettorali, come avveniva invece a livello centrale. Alle elezioni si presentarono oltre 3 000 candidati per i 450 seggi complessivi, assegnati in altrettante circoscrizioni maggioritarie.
La campagna elettorale si concentrò nel confronto fra il Partito Comunista e il neocostituito Blocco Democratico, che comprendeva il Movimento Popolare d'Ucraina (Ruch), il Gruppo Ucraino di Helsinki (poi Partito Repubblicano Ucraino), l'Associazione Ecologista Ucraina «Mondo Verde» (poi Partito dei Verdi d'Ucraina) e varie organizzazioni.

## Risultati e sviluppi successivi
Il primo turno delle elezioni si tenne il 4 marzo 1990, mentre turni di ballottaggio si svolsero tra il 10 e il 18 marzo. Nei due turni furono eletti in totale 442 deputati. I comunisti ottennero 331 seggi, mentre il Blocco Democratico ne ottenne 111.
La prima sessione del Soviet Supremo si tenne il 15 maggio e vide l'elezione di Vladimir Ivaško alla presidenza dell'assemblea. Nel frattempo, solo 239 dei deputati comunisti aderirono al gruppo di maggioranza, che chiamarono "Per un'Ucraina sovietica sovrana", meglio noto come "Gruppo dei 239", guidato da Oleksandr Moroz. I deputati democratici formarono invece il gruppo parlamentare "Narodna Rada" ("Consiglio del Popolo"), cui aderirono 125 membri guidati da Ihor Juchnovs'kyj. Collaboravano con l'opposizione anche il gruppo della cosiddetta Piattaforma Democratica del Partito Comunista dell'Ucraina (Demplatforma, Демплатформа), composto da 41 deputati (poi organizzatisi nel Partito della Rinascita Democratica d'Ucraina), e altre formazioni minori.
Il 16 luglio l'assemblea approvò la dichiarazione di sovranità nazionale dell'Ucraina e due giorni più tardi elesse presidente del Soviet Supremo Leonid Kravčuk in sostituzione di Ivaško che era stato eletto vicesegretario del PCUS. Il 24 agosto 1991 l'Ucraina fu dichiarata indipendente e fu indetto un referendum per confermare tale decisione. Dopo la dissoluzione dell'Unione Sovietica (dicembre 1991) l'assemblea proseguì la propria funzione di organismo parlamentare fino alla fine della legislatura.

## Presidenti del Soviet Supremo
| Nome                   | Partito/Gruppo                 | Mandato                          | Commenti                                                                          |
| ---------------------- | ------------------------------ | -------------------------------- | --------------------------------------------------------------------------------- |
| Volodymyr Ivaško       | Partito Comunista dell'Ucraina | 4 giugno - 9 luglio 1990         | Dimessosi quando eletto nel Politburo del Partito Comunista dell'Unione Sovietica |
| Leonid Kravčuk         | Partito Comunista dell'Ucraina | 23 giugno 1990 - 5 dicembre 1991 | Dimessosi in seguito alla sua elezione a Presidente dell'Ucraina.                 |
| Ivan Stepanovič Pljušč | Indipendente                   | 5 dicembre 1991 - 11 maggio 1994 |                                                                                   |